# 阿帕替尼
阿帕替尼（apatinib），又名Rivoceranib ，中國大陸商品名為艾坦，是一种口服小分子酪氨酸激酶抑制剂，可选择性抑制血管内皮生长因子受体-2（VEGFR2，又称KDR），认为可以抑制癌细胞中的血管新生。阿帕替尼抑制 VEGF 導致的内皮细胞迁移和增殖，進而阻止肿瘤组织中新血管的形成。本藥物對於 c-Kit 和 c-SRC 酪氨酸激酶也有輕微的抑制效果。 
阿帕替尼首先由美国加利福尼亚州的 Advenchen Laboratories 合成，于 2020 年將全球權利授權給韓國的 HLB，目前由中國江苏恒瑞医药、美國LSK BioPartners、韓國HLB 生命科学繼續开发。 临床试验目標為針對转移性胃癌、转移性乳癌和晚期肝细胞癌的標靶治療。

## I/II期临床研究
中国复旦大学研究员在 2009 年 10月17日的 CSCO 会议公布了 I/II 期人体临床研究结果。癌症患者每天服用不同剂量的阿帕替尼，持续 28 天，對於低于 750 毫克／日的剂量耐受良好，但在 1000 毫克／日的劑量出線限制劑量的毒性，因此最大耐受剂量被定为850毫克／日；在 I/II 期治疗的 65 名癌症患者，1.54% 的患者完全缓解，12.31% 的患者部分缓解，66.15% 的患者病情稳定，20% 的患者病情惡化。 

## 目前狀況
在中国有一项 II/III 期研究，將阿帕替尼與安慰劑比較，研究是否可以改善接受過两线化疗失败的转移性胃癌患者的无惡化存活期。 阿帕替尼于 2014 年 12 月获得 CFDA 批准在中國用于晚期胃癌患者。 阿帕替尼的第四期試驗于 2015 年 4 月开始，預計納入 2,000 名患者。 
截至 2010 年 11 月，又有兩項第二期臨床試驗，研究阿帕替尼對於转移性三阴性乳癌患者和晚期肝细胞癌的療效。 
2011 年 3 月 7 日，Bukwang 宣布向韩国 FDA 提交了 IND 申请，开始阿帕替尼的第二期人体临床研究。 
2018 年 8 月，Bukwang 将 rivoceranib 在韩国的商业权利授权给 HLB Life Science 

## 非临床研究
某些癌细胞會对抗癌药物的细胞毒性作用产生耐药性（称为多重抗药性）。有研究認為阿帕替尼可能有助于對抗癌细胞对某些常规抗肿瘤药物的多重抗藥性。 阿帕替尼抑制 ABCB1和ABCG2，以增加抗癌药物的细胞内浓度，以逆轉多重抗藥性，因此併用阿帕替尼与常规抗癌药物可能有效。